# بيدرو كاسيريس
بيدرو كاسيريس (بالإسبانية: Pedro Cáceres) هو منافس ألعاب قوى أرجنتيني، ولد في 2 مايو 1960.

## وصلات خارجية
- بيدرو كاسيريس على موقع أوليمبيديا (الإنجليزية)